# Lexikon der Romanistischen Linguistik
Das Lexikon der Romanistischen Linguistik (LRL) in 12 Bänden (herausgegeben von Günter Holtus, Michael Metzeltin und Christian Schmitt im Max Niemeyer Verlag, Tübingen 1988–2005) ist ein Nachschlagewerk für romanische Groß- und Kleinsprachen, das sprachsystematische wie auch soziolinguistische Gesichtspunkte abdeckt. 

## Geschichte
Angeregt durch seinen germanistischen Kollegen Hans Peter Althaus in Trier, einen der drei Herausgeber des Lexikon der Germanistischen Linguistik, begann Michael Metzeltin Anfang der 1970er Jahre – gut hundert Jahre nach Gustav Gröbers Grundriss der romanischen Philologie – damit, das gesamtromanistisch ausgerichtete Lexikon der Romanistischen Linguistik zu entwerfen. Zum ersten Mal wurden dabei in einem Übersichtswerk auch Sprachen wie das Rumänische oder das Galicische in allen Aspekten systematisch dargestellt. Das Werk hat sich hierin als richtungsweisend für andere Unternehmungen und Untersuchungen erwiesen, etwa die in der Reihe Handbücher zur Sprach- und Kommunikationswissenschaft (HSK) im Verlag Walter de Gruyter von 2006 bis 2009 erschienene dreibändige Romanische Sprachgeschichte (HSK 23.1 bis 23.3).

## Bände
- Band / Volume I,1: Geschichte des Faches Romanistik. Methodologie (Das Sprachsystem). Histoire de la philologie romane. Méthodologie (Langue et système). Niemeyer, Tübingen 2001, ISBN 3-484-50231-2, 1053 Seiten.
- Band / Volume I,2: Methodologie (Sprache in der Gesellschaft / Sprache und Klassifikation / Datensammlung und -verarbeitung). Méthodologie (Langue et société / Langue et classification / Collection et traitement des données). Niemeyer, Tübingen 2001, ISBN 3-484-50239-8, 1194 Seiten.
- Band / Volume II,1: Latein und Romanisch. Historisch-vergleichende Grammatik der romanischen Sprachen. Le latin et le roman. Grammaire historico-comparative des langues romanes. Niemeyer, Tübingen 1996, ISBN 3-484-50232-0, 605 Seiten.
- Band / Volume II,2: Die einzelnen romanischen Sprachen und Sprachgebiete vom Mittelalter bis zur Renaissance. Les différentes langues romanes et leurs régions d’implantation du Moyen Âge à la Renaissance. Niemeyer, Tübingen 1995, ISBN 3-484-50339-4, 753 Seiten.
- Band / Volume III: Die einzelnen romanischen Sprachen und Sprachgebiete von der Renaissance bis zur Gegenwart. Rumänisch, Dalmatisch / Istroromanisch, Friaulisch, Ladinisch, Bündnerromanisch. Les différentes langues romanes et leurs régions d’implantation de la Renaissance à nos jours. Le roumain, Dalmatico / Istroromano, Friulano, Ladino, Le romanche. Niemeyer, Tübingen 1989, ISBN 3-484-50250-9, 912 Seiten.
- Band / Volume IV: Italienisch, Korsisch, Sardisch. Italiano, Corso, Sardo. Niemeyer, Tübingen 1988, ISBN 3-484-50234-7, 935 Seiten.
- Band / Volume V,1: Französisch. Le français. Niemeyer, Tübingen 1992, ISBN 3-484-50235-5, 894 Seiten.
- Band / Volume V,2: Okzitanisch, Katalanisch. L’occitan, Le catalan. Niemeyer, Tübingen 1991, ISBN 3-484-50335-1, 310 Seiten.
- Band / Volume VI,1: Aragonesisch / Navarresisch, Spanisch, Asturianisch / Leonesisch. Aragonés / Navarro, Español, Asturiano / Leonés. Niemeyer, Tübingen 1992, ISBN 3-484-50236-3, 708 Seiten.
- Band / Volume VI,2: Galegisch, Portugiesisch. Gallego, Português. Niemeyer, Tübingen 1994, ISBN 3-484-50336-X, 692 Seiten.
- Band / Volume VII: Kontakt, Migration und Kunstsprachen. Kontrastivität, Klassifikation und Typologie. Langues en contact, langues des migrants et langues artificielles. Analyses contrastives, classification et typologie des langues romanes. Niemeyer, Tübingen 1998, ISBN 3-484-50339-4, 1085 Seiten.
- Band / Volume VIII: Indices – Literaturverzeichnis. Niemeyer, Tübingen 2005, ISBN 3-484-50238-X, 635 Seiten.

## Nachfolgewerk
Das LRL bildet inzwischen nicht mehr in jedem Bereich den aktuellen Forschungsstand der Romanistik ab. Konzipiert von Günter Holtus und Fernando Sánchez Miret erscheint seit 2014 die auf ca. 60 Bände angelegte Handbuchreihe Manuals of Romance Linguistics (MRL).